# Figura uszczerbiona
Figura uszczerbiona – element tarczy herbu. Figura uszczerbiona jest jedną z figur heraldycznych i należy do szeroko pojętych godeł heraldycznych. Figury uszczerbione są pochodną figur zaszczytnych, powstają tak jak i one w wyniku geometrycznego podziału tarczy herbowej, różniąc się tym, że nie dochodzą do krawędzi tarczy.

## Przykłady figur uszczerbionych

krzywaśń
krzyż luzem
łękawica
wręby